# Synagoga Jakuba Honigsztajna i Majera Krula w Łodzi
Synagoga Jakuba Honigsztajna i Majera Krula w Łodzi – prywatny dom modlitwy znajdujący się w Łodzi przy ulicy Średniej 2.
Synagoga została zbudowana w 1891 roku z inicjatywy Jakuba Honigsztajna i Majera Krula. Podczas II wojny światowej hitlerowcy zdewastowali synagogę.